# Maya Wildevuur
Martje Lammigje "Maya" Wildevuur (pronunciat [ˈmɑrcə ˈlɑmɪxjə ˈmaːjaː ˈʋɪldəvyr]); Deventer, 24 de juliol del 1944 - Midwolda, 11 d'abril del 2023) va ser una pintora neerlandesa. Va començar a fer art professionalment amb arranjaments florals i collages de paisatges de seda. Va fundar galeries d'art els anys 1984 i 1992, la primera de les quals va ser objecte d'una llarga batalla legal amb el seu fill. Era reconeguda pel seu ús de colors atrevits i contrastats a les seves pintures.

## Biografia
Martje Lammigje Wildevuur va néixer a Deventer el 24 de juliol del 1944. Va assistir a l' Acadèmia AKI d'Art i Disseny (aleshores l'Acadèmia d'Art i Indústria) i va fundar la Maya's kunstnijverheid ("L'artesania de la Maya"), una empresa que venia arranjaments florals. Es va casar molt jove amb un marit que la maltractava. Després que el seu marit fos internat a la força, es va veure obligada a criar els seus fills com a mare soltera, i no va poder divorciar-se fins que es va canviar la llei el 1973. Poc després del seu divorci, va agafar una malaltia que li va provocar una paràlisi. Mentre es recuperava, els seus fills van ser enviats a un internat.
A principis de la dècada de 1980, Wildevuur feia collages de seda de paisatges anglesos. Les seves obres llavors tenien prou èxit com per poder-s'hi dedicar temps complet. Es va tornar a casar el 1983 i es va traslladar a Hooghalen amb el seu nou marit. L'any següent, va fundar la Galerie Maya Wildevuur, on exposava tant la seva obra com la d'altres artistes. L'exposició inaugural va ser un èxit: va comptar amb la participació de Ad Oele i amb un gran nombre d'assistents.
El 1992 Wildevuur es va traslladar al castell d'Ennemaborg, a Midwolda i va obrir una segona galeria d'art. Després del trasllat, el seu fill es va passar a fer càrrec del dia a dia de la primera galeria. Eventuals desacords van provocar anys de batalles legals entre mare i fill. Les disputes sobre el seu programa de préstec d'art finalment van resultar en una ordre judicial el 2016 que obligava a Wildevuur a pagar al seu fill 15.000 euros. Es va convertir en la cuidadora del seu marit després que li diagnostiquessin demència, fins a la seva mort el 15 d'octubre de 2015. Wildevuur va morir l'11 d'abril de 2023, a l'edat de setanta-vuit anys.

## Estil
Les pintures de Wildevuur són principalment de flors i paisatges, tot i que els animals, els pallassos i els retrats també són temes habituals. Va pintar els retrats de molts personatges holandesos destacats, com ara el rei Willem-Alexander, la reina Máxima i Paul van Vliet. L'estil de Wildevuur és conegut pels seus colors forts i contrastats i les seves formes particulars. Entre les seves inspiracions hi havia Emil Nolde, a qui apreciava per l'ús del color. Descrivia la seva pintura com una manera de buscar la felicitat mentre es trobava amb dificultats, i com una manera d'expressar-se sense haver de parlar. La seva manera de vestir reflectia el seu estil artístic i era coneguda per vestir-se amb colors llampants. Se la relaciona estretament amb els seus tocats de rams de flors i la seva ombra d'ulls blava.

## Més informació
- Wildevuur, Maya. De wereld van Maya Wildevuur (en neerlandès).  D33 publicaties, 2010. ISBN 978-94-90470-05-0. OCLC 682552451.
- Beek, Wim van der. Maya Wildevuur (en neerlandès).  Van Spijk, 1991. ISBN 90-6216-415-3. OCLC 906645129.